# Agematsu
Agematsu (上松町?) è una cittadina giapponese della prefettura di Nagano.